# Erhaltungsgrade von Banknoten
Der Erhaltungsgrad einer Banknote gibt an, wie stark die Banknote durch Umlauf (und sonstigen Umgang mit ihr) abgenutzt ist. Sammler bevorzugen Noten mit hohem Erhaltungsgrad, d. h. geringen oder keinen Umlaufspuren. Deshalb hat der Erhaltungsgrad einen starken Einfluss auf den Sammlerwert.
Für den Erhaltungsgrad existiert eine Skala mit definierten Abstufungen, die in Worten (unzirkuliert, sehr schön usw.), mit Abkürzungen (unz, ss usw.) oder mit römischen Ziffern (I, III usw.) angegeben werden. Oft werden Zwischenstufen verwendet (−III = etwas schlechter als III, III+ = etwas besser als III, III–II = zwischen III und II).
Die Bewertung enthält immer eine subjektive Komponente, da sie nicht gemessen werden kann, sondern „von Auge“ geschätzt werden muss.

## Tabelle der Erhaltungsgrade
| Ziffer | Bezeichnung                                                     | Englisch / international | Beschreibung |
| ------ | --------------------------------------------------------------- | ------------------------ | --- |
| I      | Kassenfrisch (KFR) (auch: bankfrisch / BFR), unzirkuliert (unz) | Uncirculated (Unc)       | Eine Banknote, die nie im Umlauf war und keine Fehler aufweist, auch keine leichten Knicke. Wird ein Knick durch Anfeuchten und anschließendes Pressen der Note entfernt, so bleibt ein Schaden im Papier zurück (in schrägem Licht sichtbar); eine solche Note ist keinesfalls „unzirkuliert“. Gelegentlich wird daher zur Unterscheidung auch der Grad I- / fast BFR / AU (About Uncirculated) verwendet. |
| II     | Vorzüglich (VZGL)                                               | Extremely fine (XF, EF)  | Eine solche Note war nur kurz im Umlauf. Sie ist meistens in der Mitte gefaltet. Zusätzliche Falze oder Eselsohren können vorhanden sein, aber nur sehr leichte. Das Papier ist nirgends schmutzig oder zerknittert, die Ecken sind nicht abgestumpft. |
| III    | Sehr schön (SS)                                                 | Very fine (VF)           | Eine Note mit deutlich erkennbaren Umlaufspuren. Sie ist leicht zerknittert und eventuell auch leicht verschmutzt. Es sind aber keine Einrisse vorhanden. |
| IV     | Schön (S)                                                       | Fine (F)                 | Nach längerer Zirkulation ist die Note stärker zerknittert. Starke Falze haben am Rand zu Einrissen geführt, doch keiner davon reicht ins Innere der Note. |
| V      | Sehr gut erhalten (SG)                                          | Very good (VG)           | Die Einrisse gehen tiefer; in der Mitte, wo sich die Falze treffen, befindet sich meistens ein Loch. |
| VI     | Gut erhalten (G)                                                | Good (G)                 | Zahlreiche kleinere Beschädigungen sind vorhanden; doch fehlt kein größerer Teil der Note. |
| VII    | Gering erhalten/Schlecht (GS)                                   | Fair (FR), Poor (PR)     | Stark beschädigte Note. |